# 1ポンド紙幣 (オーストラリア)
オーストラリア1ポンド紙幣（オーストラリア1ポンドしへい、£1）は、オーストラリア銀行券の一つ。1910年に登場した。1ポンド紙幣から2ドル紙幣に置き換えられるまでは、オーストラリアの貨幣は英国通貨を中心としたポンド通貨圏に属しレートも基本的に英国に連動していた。
対オーストラリアドルは2豪ドル＝1豪ポンドとされた。

## 参考
- Ian W. Pitt, ed (2000年). Renniks Australian Coin and Banknote Values (19 ed.). Chippendale, N.S.W.: Renniks Publications. ISBN 0-9585574-4-6

| 先代 1ポンド紙幣 (イギリス) | 1ポンド (オーストラリア) 1910年–1965年 | 次代 2ドル紙幣 (オーストラリア) |